# Azerbajdzjan i olympiska spelen
Azerbajdzjan deltog första gången vid olympiska sommarspelen 1996 i Atlanta. Innan dess utgjorde Azerbajdzjan en del av Tsarryssland (till 1917) och Sovjetunionen (1920 till 1991).
Azerbajdzjan har totalt vunnit 43 medaljer (samtliga på sommar-OS).

## Medaljer
| Guld | Silver | Brons | Totalt antal medaljer |
| ---- | ------ | ----- | --------------------- |
| 7    | 11     | 25    | 43                    |

### Medaljer efter sommarspel
| Spel                | Guld                        | Silver                      | Brons                       | Totalt                      |
| 1900-1912           | som en del av Ryssland      | som en del av Ryssland      | som en del av Ryssland      | som en del av Ryssland      |
| 1952-1988           | som en del av Sovjetunionen | som en del av Sovjetunionen | som en del av Sovjetunionen | som en del av Sovjetunionen |
| 1992                | som en del av OSS           | som en del av OSS           | som en del av OSS           | som en del av OSS           |
| 1996 Atlanta        | 0                           | 1                           | 0                           | 1                           |
| 2000 Sydney         | 2                           | 0                           | 1                           | 3                           |
| 2004 Aten           | 1                           | 0                           | 4                           | 5                           |
| 2008 Peking         | 1                           | 1                           | 4                           | 6                           |
| 2012 London         | 2                           | 2                           | 6                           | 10                          |
| 2016 Rio de Janeiro | 1                           | 7                           | 10                          | 10                          |
| Totalt              | 7                           | 11                          | 25                          | 43                          |

### Medaljer efter vinterspelen
| Spel                | Guld                        | Silver                      | Brons                       | Totalt                      |
| 1956-1988           | som en del av Sovjetunionen | som en del av Sovjetunionen | som en del av Sovjetunionen | som en del av Sovjetunionen |
| 1992                | som en del av OSS           | som en del av OSS           | som en del av OSS           | som en del av OSS           |
| 1994 Lillehammer    | Deltog inte                 | Deltog inte                 | Deltog inte                 | Deltog inte                 |
| 1998 Nagano         | 0                           | 0                           | 0                           | 0                           |
| 2002 Salt Lake City | 0                           | 0                           | 0                           | 0                           |
| 2006 Turin          | 0                           | 0                           | 0                           | 0                           |
| 2010 Vancouver      | 0                           | 0                           | 0                           | 0                           |
| 2014 Sotji          | 0                           | 0                           | 0                           | 0                           |
| 2018 Pyeongchang    |                             |                             |                             |                             |
| Totalt              | 0                           | 0                           | 0                           | 0                           |

### Medaljer efter sporter
| Sport         | Guld | Silver | Brons | Totalt |
| Brottning     | 4    | 7      | 11    | 22     |
| Judo          | 1    | 2      | 1     | 4      |
| Skytte        | 1    | 0      | 2     | 3      |
| Taekwondo     | 1    | 0      | 2     | 3      |
| Boxning       | 0    | 1      | 7     | 8      |
| Kanotsport    | 0    | 1      | 1     | 2      |
| Tyngdlyftning | 0    | 0      | 1     | 1      |
| Totalt        | 7    | 11     | 25    | 43     |